# Streamy Awards
Streamy Awards, conhecidas popularmente por Streamys, são prêmios anuais voltados para as melhores produções original de vídeo online. O evento criado pela associação independente International Academy of Web Television tem cerimônia solene realizada em Los Angeles, Califórnia, no qual os prêmios são apresentados.
O Streamy Awards conta com categorias divididas em genêro, como drama e comédia, atuação, roteiro e diversos prêmios técnicos, misturando produções de “grife” e independentes. A primeira Streamy Awards, aconteceu em 28 de março de 2009, e no ano seguinte, em 11 de abril de 2010, foi realizado a segunda ceremônia anual Streamy Awards.